# Изумрудное (Омская область)
Изумрудное — село в Нововаршавском районе Омской области России. Административный центр Изумруднинского сельского поселения.

## География
Расположено на берегу Тугочайки на краю левобережной поймы Иртыша в 6,5 км к северо-западу от Нововаршавки и в 115 км к юго-востоку от Омска.

## История
Село основано в 1980 г. как новая центральная усадьба совхоза имени Рассохина. В 1990 г. указом ПВС РСФСР новому населённому пункты присвоено наименование — село Изумрудное.

## Население
| 2010 |
| ---- |
| 588  |